# Юг (къмпинг)
Къмпинг Юг е къмпинг на българското черноморско крайбрежие. Намира се в община Царево, Бургаска област.
Разположен е 3 км северно от село Лозенец и на 3 км южно от Китен. Разполага с повече от 160 места за къмпингуване на каравани, кемпери и палатки, има 13 бунгала и апартаменти под наем, както и с ресторант, кафе и бар на плажа, детски площадки.
Има дълъг и чист плаж, край който през лятото се разполагат каравани и палатки. Пясъчната ивица е просторна, некамениста, морето е без подводни скали. Плажната ивица и климатът са подходящи за сърфисти, има училище по водни екстремни спортове.
Природата е почти непокътната. Около къмпинга има гъсти иглолистни гори и известните по Южното Черноморие дюни.